# Märkische Kraftfahrzeugfabrik Carl Knöllner
Märkische Kraftfahrzeugfabrik Carl Knöllner, vorher Karl Knöllner Automobilfabrik, war ein deutscher Automobilhersteller. Das Unternehmen war von 1924 bis 1925 in der Gemeinde Ravensbrück (heute Fürstenberg/Havel) ansässig.

## Beschreibung
Unter dem Markennamen Knöllner entstand ein dreirädriger Kleinwagen namens Carolette. Er war mit zwei Sitzplätzen hintereinander ausgestattet. Er wurde von einem 2/18-PS-Motor angetrieben, der aus 500 cm³ Hubraum eine Leistung von 18 PS (13,2 kW) schöpfte. Dieser Motor wurde von Helios zugeliefert. Daneben wird auch ein Einzylinder-Zweitaktmotor mit 198 cm³ Hubraum und 3,5 PS Leistung genannt. Das einzelne Rad war hinten. Der Radstand betrug je nach Ausführung 198, 200 oder 230 cm, die Spurweite 106 oder 110 cm. Das Leergewicht war mit 240 kg angegeben.
Daneben wurde auch ein Kleinwagen mit vier Rädern gebaut, der von einer 5/12-PS-Maschine (1250 cm³, 12 PS/8,8 kW) angetrieben wurde.
Die Stückzahlen blieben in allen Fällen klein.